# Алиханов, Тигран Абрамович
Тигра́н Абра́мович Алиха́нов (22 января 1943, Москва — 29 октября 2023, Москва) — советский и российский пианист, музыкально-общественный деятель, педагог, профессор Московской консерватории (1992), ректор Московской консерватории (2005—2009), народный артист Российской Федерации (2002).

## Творческая биография
Родился в семье учёного-физика Абрама Исааковича Алиханова (1904—1970) и скрипачки, солистки Московской филармонии Славы Соломоновны Рошаль (1916—2016).
В 1950—1961 годах обучался на фортепианном отделении Центральной музыкальной школы при Московской консерватории (класс А. С. Сумбатян).
В 1961—1966 годах обучался на фортепианном факультете Московской консерватории (класс профессора Л. Н. Оборина) и проходил там стажировку.
Являлся заведующим кафедрой камерного ансамбля и квартета Московской консерватории (с 1992 года до конца жизни).
Солист Московской филармонии, вёл сольную концертную деятельность, выступал с различными камерными ансамблями и симфоническими оркестрами.
Гастролировал в Австрии, Алжире, Венгрии, Греции, Италии, Испании, Нидерландах, США, Чехословакии, ЮАР.
Т. А. Алиханов являлся автором научных работ и методических материалов, посвящённых творческому наследию своего учителя Л. Н. Оборина.
Т. А. Алиханов скончался 29 октября 2023 года в Москве. Похоронен на Новодевичьем кладбище (уч. 5, ряд 38, м. 1).

## Награды и звания
- Лауреат Международного конкурса имени М. Лонг и Ж. Тибо в Париже (1967).
- Лауреат премии венгерского Агентства по авторским правам за пропаганду произведений венгерских композиторов (1985).
- Заслуженный артист РСФСР (18.01.1990).
- Народный артист России (03.04.2002).